# Lillsaivis (meer)
Het Lillsaivis is een meer in Zweden, in de gemeente Gällivare. Het meer is ongeveer een bij anderhalve kilometer. Het gelijknamige dorp Lillsaivis ligt aan het meer.